# Michael J. Sullivan (écrivain)
Pour les articles homonymes, voir Michael J. Sullivan, Michael Sullivan et Sullivan.
Œuvres principales
- Série Les Révélations de Riyria

Michael J. Sullivan, né le 17 septembre 1961 à Detroit dans le Michigan, est un écrivain américain de science-fiction et de fantasy.

## Œuvres

### Univers Riyria

#### SérieLes Révélations de Riyria
- I. Les Voleurs d'épées, Bragelonne, no 458, 2014 ((en) Theft of Swords, Orbit, 2011), trad. Mathilde Roger  (ISBN 978-2-35294-757-8) regroupe :
  1. La Conspiration de la Couronne, Milady, coll. Imaginaire, no 164, 2012 ((en) The Crown Conspiracy, Aspirations Media, Inc., 2008), trad. Mathilde Roger  (ISBN 978-2-8112-0667-3)
  2. La Tour Elfique, Milady, coll. Imaginaire, no 175, 2012 ((en) Avempartha, Ridan Publishing, 2009), trad. Mathilde Roger  (ISBN 978-2-8112-0747-2)
- II. L'Avènement de l'Empire, Bragelonne, 2014 ((en) Rise of Empire, Orbit, 2011), trad. Mathilde Roger  (ISBN 978-2-35294-758-5) regroupe :
  1.  (en) Nyphron Rising, Ridan Publishing, 2009
  2. (en) The Emerald Storm, Ridan Publishing, 2010
- III. L'Héritier de Novron, Bragelonne, 2014 ((en) Heir of Novron, Orbit, 2012), trad. Mathilde Roger  (ISBN 978-2-35294-782-0) regroupe :
  1.  (en) Wintertide, Ridan Publishing, 2010
  2. (en) Percepliquis, Ridan Publishing, 2012

#### SérieThe Riyria Chronicles
1. (en) The Crown Tower, Orbit, 2013
2. (en) The Rose and the Thorn, Orbit, 2013
3. (en) The Death of Dulgath, Riyria Enterprises, 2015
4. (en) The Disappearance of Winter's Daughter, Riyria Enterprises, 2017
5. (en) Drumindor (à paraître)

#### SérieThe First Empire
3000 ans avant Riyia, dans le monde d’Elan.
1. (en) Age of Myth, Del Rey Books, 2016
2. (en) Age of Swords, Del Rey Books, 2017
3. (en) Age of War, Del Rey Books, 2018
4. (en) Age of Legend, Del Rey Books, 2019
5. (en) Age of Death, 2020
6. (en) Age of Empyre, 2020

### Roman indépendant
- (en) Hollow World, Tachyon Publications, 2014